# CF Reus Deportiu
Der Club de Futbol Reus Deportiu war ein Fußballverein aus Reus, Katalonien. Der Verein wurde 1909 gegründet und spielte drei Saisons in der Segunda División. Im Jahr 2020 wurde der Klub nach Insolvenz aufgelöst. Seine Heimspiele trug der CF Reus Deportiu im Camp Nou Municipal aus, das Platz für 4500 Zuschauer bietet.

## Geschichte
Der Club Deportiu Reus wurde am 23. November 1909 als Nachfolger des aufgelösten Reus Sport Club als reiner Fußballverein gegründet. Das erste Spiel wurde in Reus im Velodrom an der Calle Sant Joan ausgetragen. Im Jahre 1913 zog man in das Stadion Carretera de Salou.
1917 vereinigten sich die Vereine CF Reus, der Club Velocipedista und der SC Olímpia zum Club de Futbol Reus Deportiu.
Ein Jahr später schließlich wurde man Mitglied im Katalanischen Fußballverband, was die Austragung offizieller Spiele ermöglichte.
1923 und 1924 wurde man Meister der zweiten katalanischen Liga. Ab 1927 konnte man Heimspiele endlich im ersten eigenen Stadion an der Calle Gaudi bestreiten. Die erfolgreiche Zeit wurde aber durch den Spanischen Bürgerkrieg unterbrochen.
In den Jahren nach dem Bürgerkrieg und der Ausbreitung professioneller Sportarten geriet der Verein immer wieder in finanzielle Schwierigkeiten, was dazu führte, dass 1951 eine Abspaltung der Fußballabteilung unter dem Namen CF Reus Deportiu erfolgte. Die alten Vereinsabteilungen firmierten weiterhin und dem Namen Reus Deportiu, wo auch die berühmte Rollhockey-Mannschaft verblieb.
Im Oktober 1977 erfolgte der bisher letzte Stadionumzug in das noch heute aktuelle Heimstadion in der Calle Alcover, dem Camp Nou Municipal. In der Saison 1981/82 wurde man Meister der Tercera División und konnte in die Segunda División B aufsteigen, wo man 2 Jahre verbleiben konnte, bis man 1983 wieder abstieg.
Nach sehr wechselhaften Jahren und dem mehrfachen Abstieg in unterklassige Ligen, tauchte der Verein Ende der 90er-Jahre wieder auf, spielte sich 1999 wieder in die Tercera División und schaffte 2002 sogar wieder den Aufstieg in die Segunda División B, wo man allerdings sofort wieder abstieg. Dieses Schicksal wiederholte sich in der Saison 2005/06 nach einjährigem Intermezzo in der Segunda División B.
Danach verpasste man immer wieder knapp den Aufstieg, wie in der Saison 2006/07, wo man das Finale der Relegationsspiele gegen die zweite Mannschaft von Betis Sevilla verlor. Damit qualifizierte man sich für die Copa del Rey, wo man aber in der Saison 2007/08 in der ersten Runde an Runde am CD Dénia scheiterte. Da die Erstrundenverlierer der Copa del Rey in der Copa RFEF spielberechtigt sind, schaffte es Reus dort ins Finale, in dem man CD Ourense unterlag. Ab 2011 spielte Reus wieder in der Segunda División B.
2016 wurde der Verein Erster in seiner Gruppe in der Segunda División B und konnte sich in den Play-offs gegen Racing Santander durchsetzen, womit er erstmals in die Segunda División aufstieg.
In der Saison 2018/2019 erfolgte der Zwangsabstieg aus der zweithöchsten Spielklasse und ein Ausschluss vom Spielbetrieb für drei Jahre. Grund dafür war der monatelange Verzug von Spielergehaltszahlungen. Die ersten 21 Spiele wurden regulär absolviert, alle Partien der Rückrunde hingegen mit 1:0 für den jeweiligen Gegner gezählt. Da der Verein eine bis 17. Juli 2019 geforderte Bürgschaft nicht hinterlegen konnte, folgte kurz darauf ein weiterer Zwangsabstieg nunmehr in die vierte Spielklasse Tercera División. Den durch den CF Reus frei gewordenen Startplatz in der dritten Liga Segunda División B sicherte sich der FC Andorra.
Am 14. Oktober 2020 wurde der Verein nach Insolvenz aufgelöst.

## Erfolge

### Nationale Erfolge
- Meister der Tercera División: 1981, 2007.
- Aufstieg in die Segunda División: 2016.
- Finalist Copa RFEF 2008.

## Stadion
Das Stadion Camp Nou Municipal bot Platz für 4500 Zuschauer, wurde 1977 bezogen und ging 1984 in kommunalen Besitz über.
Es war das vierte Stadion in der Geschichte des Vereins, nach dem Carretera de Salou (1913–1919), dem Campo del Camino de l'Aleixar (1919–1927) und dem Estadio de la Calle Gaudí (1927–1977).

## Ehemalige  Spieler
- David Eto’o
- Stéphane Rondelaere
- Àngel Rangel
- Fernando Esparza
- Ermengol Graus

## Ehemalige Trainer
- Miguel Ángel Rubio